# Girga
Girga (àrab: جرجا, Jirjā, pronunciat en àrab egipci Girgā) és una ciutat d'Egipte, a la governació de Sohag, amb uns 150.000 habitants. Té fàbriques de ceràmica i de refinament de sucre. És la seu d'un bisbat copte. El seu nom deriva probablement del copte mar Girgis, ‘sant Jordi’, pel monestir homònim situat a la rodalia; també hi ha a la rodalia un monestir catòlic, suposadament el més antic d'Egipte. A la ciutat destaca la mesquita de Porcellana (Al-Sini).
Prop de Girga (a uns 5 km a l'oest) hi ha Beit Khallaf, on s'ha trobat una important necròpolis, prop de l'antiga capital Abidos, i la necròpolis de Mahasna, amb tombes de l'Imperi antic. Prop de la ciutat, uns 5 km al nord-oest, hi ha el llogaret d'Al-Birba, que fou l'antiga Tinis.
Alguns grups amazics hawwara arabitzats foren establerts a l'Alt Egipte per Barquq en 1380-1381 i el seu cap, Ismaïl ibn Mazin va rebre Girga en iqtà. El va succeir Úmar, epònim dels Banu Úmar. El seu govern va durar fins al 1576.
Fou capital de la governació de Girga fins al 1960, quan la capital es va traslladar a Sohag i la governació va canviar el nom.